# Iglesia rupestre de San Juan (Arredondo)

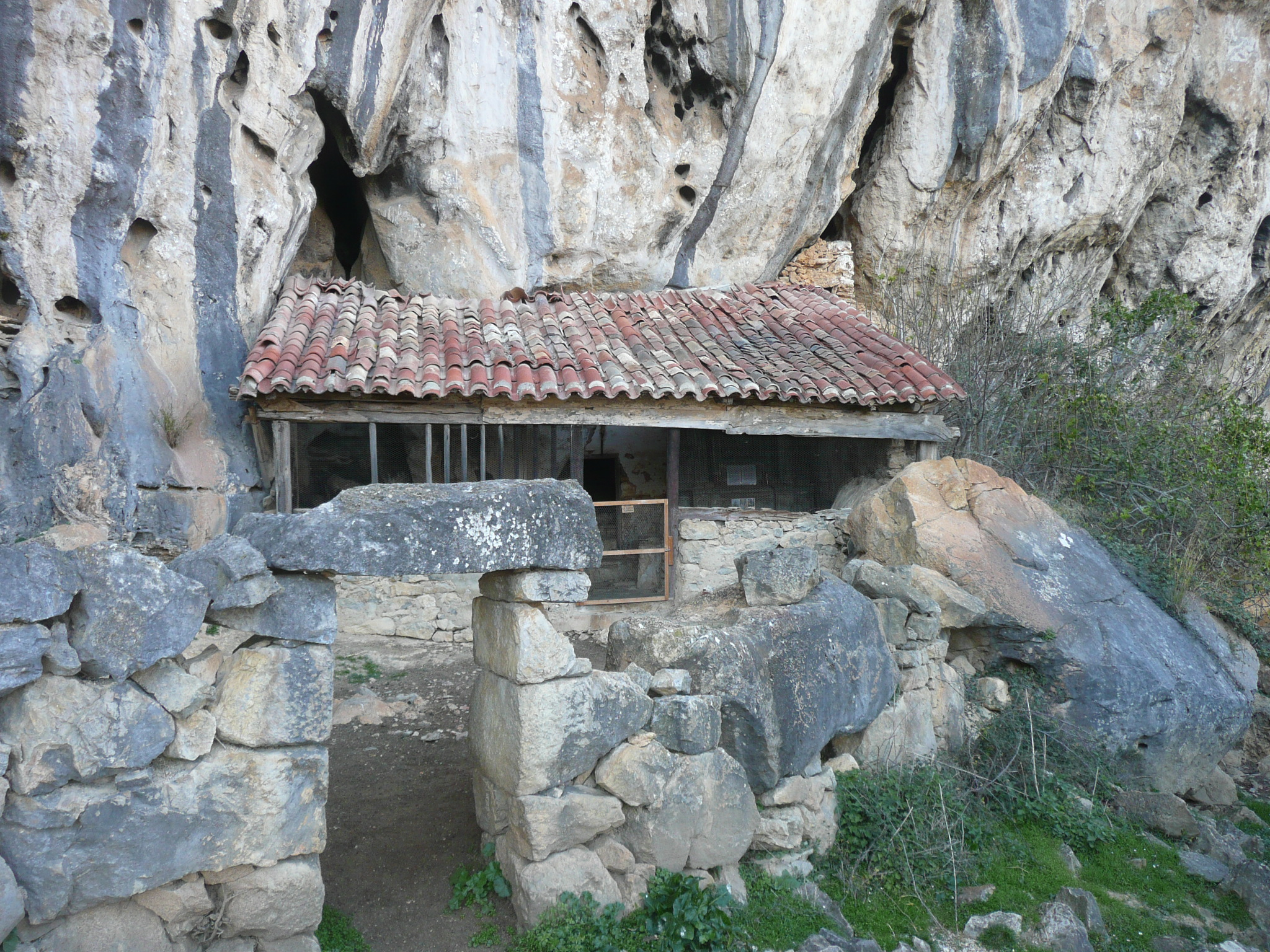
Ermita de San Juan de Socueva, Arredondo

La iglesia rupestre de San Juan de Socueva es un eremitorio rupestre, actualmente abandonado, de origen altomedieval, rehabilitado para el culto coincidiendo con la proliferación demográfica local de la segunda mitad del siglo XIX. Se halla en la localidad de Socueva, perteneciente al municipio español de Arredondo, en el sector central de la comunidad autónoma de Cantabria. Fue adosada a un sistema cavernario del karst calizo del Alto Asón.
En la actualidad está bajo la advocación de San Juan Bautista -un santo propio de las primeras cristianizaciones de la comarca- y ha sido registrado como propiedad la diócesis de Santander, lo que ha movido a litigio desde el Ayuntamiento de Arredondo, que reclama su titularidad. En 1985 recibió la declaración de Bien de Interés Cultural y, dado su estado de abandono, figura en la Lista roja de patrimonio en peligro, de la asociación Hispania Nostra.

## Localización
La iglesia está enclavada a unos dos kilómetros del casco urbano de Arredondo, cerca del nacimiento del río Asón. Es accesible desde la pedanía de Socueva, a través de un camino ascendente, únicamente transitable a pie, que parte de la Ermita de la Magdalena. Una vez que se llega a la Fuente de Socueva, comienza un sendero que conduce hasta una cruz de piedra caliza y, desde aquí, hasta unos escalones que permiten salvar el tramo final de la subida.

## Historia
La iglesia pertenece al grupo de templos rupestres construidos en diferentes puntos de Cantabria entre los siglos VIII y X, si bien se encuentra muy alejada del Valle de Valderredible, donde se concentra la mayoría, con más de 50 ermitas e iglesias de este tipo.
Fueron fundados por pobladores cristianos que, en el contexto de la dominación musulmana de la península ibérica, huyeron de la zona de influencia directa de Al-Ándalus y se establecieron en los valles de la comunidad autónoma.
Se ubican en enclaves recónditos y, en su mayor parte, fueron excavados en la piedra, aunque algunas construcciones, como es el caso de la Iglesia de San Juan, presentan un carácter semirrupestre, al aprovechar parcialmente la morfología de la roca.

## Descripción

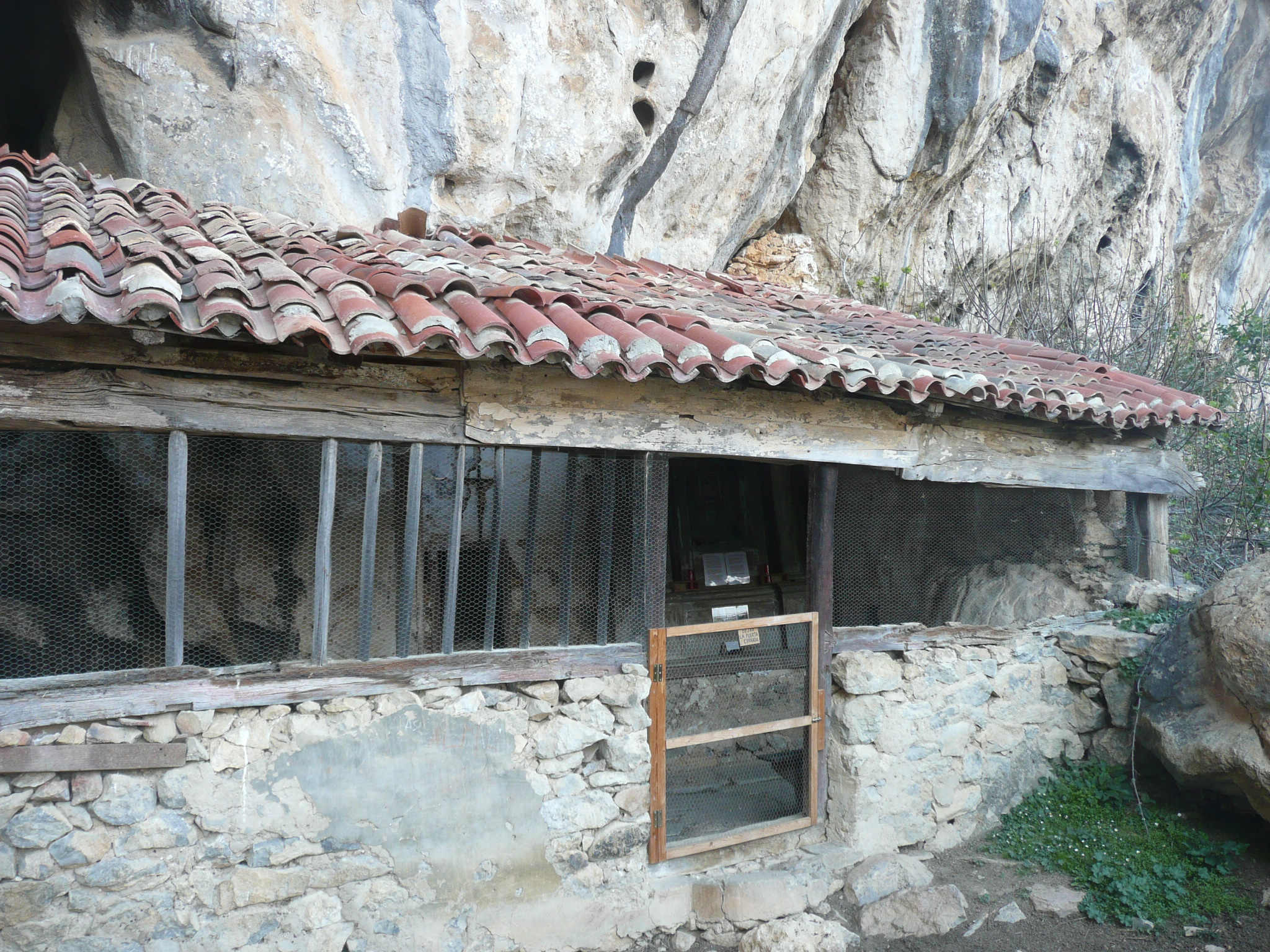
Ermita de San Juan de Socueva, Arredondo

La iglesia está situada bajo el voladizo de una cueva, que queda integrado en la estructura a modo de cubierta. La roca natural también se aprovecha para la pavimentación del suelo. El acceso se realiza a través de un atrio, orientado hacia el Este, que fue levantado en estilo rústico en el siglo XIX, junto a la misma boca de la oquedad. Se cubre mediante tejado y está rodeado de una pequeña cerca, con portada adintelada.
Los elementos del interior fueron construidos probablemente en el siglo IX, si bien recientes indagaciones arqueológicas han puesto de manifiesto que el lugar estuvo habitado desde el Paleolítico. La estructura presenta planta rectangular, con un ligero desnivel en su mitad, y se remata en la cabecera con un ábside semicircular. Éste es el elemento de mayor valor histórico-artístico del conjunto. Presenta influencia visigótica o mozárabe, a juzgar por el arco de herradura que lo une con la nave-cueva, y está conformado por una bóveda de cuarto de esfera y tronera rectangular.
Dentro del ábside se ha situado recientemente el altar, compuesto por un sencillo tablero de piedra, sujetado por un pilar troncopiramidal, cuya ubicación original es desconocida. En él se alberga una pequeña caja de reliquias. Desapareció en tiempos recientes una benditera de piedra.